# CV-Afrika-Hilfe
Der CV-Afrika-Hilfe e. V. ist ein am 6. Januar 1972 in Köln  gegründeter Verein zur Durchführung und Förderung von Projekten in den Bereichen Bildung, Gesundheit und Entwicklungshilfe in afrikanischen Staaten. Die Gründung erfolgte auf Initiative Edmund Dillingers durch Mitglieder des Cartellverbandes der katholischen deutschen Studentenverbindungen, kurz „CV“, ursprünglich zur Verbesserung der medizinischen Situation in der Leprastation in Mbalmayo (Kamerun). Seit 2005 gibt es eine verstärkte Zusammenarbeit mit staatlichen Stellen in Deutschland wie dem Bundesministerium für wirtschaftliche Zusammenarbeit und Entwicklung sowie in den afrikanischen Projektstaaten. Stand 2023 werden durch den Verein Projekte in etwas über 20 afrikanischen Staaten und rund 650 Projekte ausgewiesen. Überregionale Aufmerksamkeit erhielt der Verein über die Missbrauchsvorwürfe gegen den Gründer Dillinger. Inwieweit dieser die CV-Afrika-Hilfe für seine Zwecke ausnutzte, wird seit 2023 durch die Unabhängige Kommission zur Aufarbeitung sexuellen Missbrauchs im Verantwortungsbereich des Bistums Trier (UAK) untersucht.

## Verein und Körperschaft
Der Verein ist in die aktiven Mitglieder des Vorstandes sowie den Förderkreis untergliedert. Als Körperschaft ist er als gemeinnützig anerkannt. Die Ausstellung eines Spendensiegels durch nicht-staatliche Dritte wurde von der CV-Afrika-Hilfe bislang nicht angestrebt, da man einen ausführlichen Rechenschaftsbericht auf der jährlichen Cartellversammlung vorträgt.
Der Verein fördert insbesondere folgende Ziele: Stärkung des öffentlichen Gesundheitswesens, insbesondere die „Bekämpfung“ von Seuchen und seuchenähnliche Krankheiten, sowie die Förderung der Volks- und Berufsbildung einschließlich der Studentenhilfe. Der Verein formuliert dieses als „Hilfe zur Selbsthilfe in Sachen Gesundheitswesen und Bildung“. Die CV-Afrika-Hilfe positionierte sich seit der Gründungszeit für die Forderung eines differenzierten Afrikabildes. Durch stereotype Schwarz-Weiß-Vergleiche würden die Erfolge, welche Afrika vorzuweisen hat, nicht selten unterschlagen. Aus Sicht der CV-Afrika-Hilfe sei es problematisch, dass häufig nur von Afrika gesprochen wird, statt von den verschiedenen afrikanischen Staaten.
Die CV-Afrika-Hilfe ist ein anerkannter Verein im Cartellverband, aber kein Organ des Cartellverbandes. Er trägt auf der jährlich stattfindenden Cartellversammlung seinen Rechenschaftsbericht zur Abnahme vor und der Cartellverband entsendet einen Beisitzer, der bei allen Belangen, die den Cartellverband betreffen, Stimmrecht hat.

## Geschichte
Der Verein wurde am 6. Januar 1972, dem Afrikatag der katholischen Kirche, von einem Kreis interessierter Mitglieder des Cartellverbandes der katholischen deutschen Studentenverbindungen aus dem Kölner Raum gegründet. Die Gründung erfolgte auf Initiative Edmund Dillingers anfangs noch unter der Bezeichnung „Lepra Hilfe Kamerun“, da dieser 1971 durch eine Einladung Bischof Paul Etogas „auf die lebensbedrohliche Lage Lepra-Kranker aufmerksam“ gemacht wurde, „die ohne medizinische Betreuung und auch ohne Lebensmittel- und Wasserversorgung ihrem Schicksal überlassen worden waren“. Der Verein hatte als Ziel die kamerunische Lepra-Station in Mbalmayo zu ertüchtigen. In den Folgejahren kamen weitere Projekte hinzu, wobei in der Gründungsphase die Projektierungspartner die Ansprechpartner der katholischen Kirche vor Ort waren. Die medizinischen Projekte im Bistum Mbalmayo und dem Erzbistum Yaoundé wurden um Studienstipendien ergänzt. In Burkina Faso wurde ein Krankenhausprojekt, in Togo zwei Waisenhausprojekte in Lomé und Pagala (Bistum Atakpamé) gefördert und um Wasserleitungen und Wassertürme ergänzt. In Nigeria baute der Verein im Bistum Orlu einen Kindergarten, im Bistum Yamoussoukro (Elfenbeinküste) wurde das Jugendzentrum ausgebaut. In Liberia entstanden mehrere Handwerksschulen, die Ausbildung von Sozialarbeitern wurde übernommen und die Hilfe für das Lepra-Zentrum Ganta gestellt. In Zaire wurde im Bistum Boma die Wasserversorgung eines Schulinternates umgesetzt und im Bistum Isiro-Niangara ein Sozialzentrum errichtet.
Entsprechend der Ausweitung der Tätigkeiten benannte sich der Verein in den Folgejahren zu Afrika-Hilfe und nach Anerkennung durch den CV Ende der 1980er-Jahre zu CV-Afrika-Hilfe um.
Die Zeit bis 2005 war von einer Vielzahl von Projekten aller Größenordnungen geprägt, seitdem verlagerte sich das Tätigkeitsgebiet auf die Umsetzung von größeren Projekten. Stand 2015 wurden von der CV-Afrika-Hilfe mehrere hundert Projekte in Afrika umgesetzt oder gefördert.
Bis 2015 wurden nach Vereinsangaben in rund 40 Jahren über 400 Projekte in mehr als 20 Ländern Afrikas umgesetzt, ehrenamtlich und ohne Verwaltungsausgaben, und dabei etwas mehr als 2,2 Millionen Euro an Spendengeldern, ohne Drittmittelbezuschussung und primär von Mitgliedern aus dem Cartellverband, investiert. Die Spendenvolumina sind dabei seit den 1990er Jahren angestiegen, mit dem Beginn der Großprojektierung ab 2005 kam es zu einem weiteren Schub, seitdem sind ohne Drittmittelberücksichtigung rund 1,5 Millionen Euro an Spendengeldern eingenommen worden.

## Projekte
In der Zeit von 2010 bis 2020 hat der Verein nach eigenen Ausführungen unter anderem Projekte in Burkina Faso, Demokratische Republik Kongo, Ghana, Kamerun, Kenia, Nigeria, Rwanda, Südsudan, Tansania, Togo und Uganda gefördert. Im Gegensatz zu den Anfangsjahren arbeitet der Verein nicht mehr ausschließlich mit kirchlichen Partnern vor Ort zusammen. So wurde beispielsweise mit Dorfgemeinschaften, mit dem Bundesministerium für wirtschaftliche Zusammenarbeit und Entwicklung, und staatlichen Stellen der betreffenden Länder kooperiert.
Durch den Einsatz im Bildungssektor, kam es z. B. im Bereich des Achas University Institute of Sustainable Tourism, Hospitality and Business Management auch zu langfristigen Projektierungsstrukturen. Der Vorsitzende der CV-Afrika-Hilfe gehört dem Institutsvorstand als Director of Projects an. Außerdem führten die gemeinsamen Projekte in Kamerun zur Vergabe der Médaille d'Honneur du Travail d'Or an die Vorstandsmitglieder der CV-Afrika-Hilfe 2015 für die Projektierungen in Buea, Mbalmayo und Tonga. Nominierungspaten waren die langjährigen Projektpartner Charles Morfaw und Lukas Nchoallah, der für den Vorstand die Ehrungen entgegennahm.

## Missbrauchsvorwürfe gegen den Vereinsgründer
Diverse Printmedien berichteten seit dem April 2023, nach entsprechenden Aussagen Steffen Dillingers zu Fotofunden aus dem Nachlass, über mutmaßliche sexualisierte Gewalt an Kindern, Hinweisen auf sexuelle Ausbeutung von Stipendiaten aus Afrika und ein Doppelleben des Vereinsgründers Dillinger. Worauf die Staatsanwaltschaften Mainz und Saarbrücken ermittelten und das Bistum Trier eine Missbrauchskommission, bestehend aus den Ex-Staatsanwälten Jürgen Brauer und Ingo Hromada, einsetzte.
Die Staatsanwaltschaft Saarbrücken führte nach Prüfung des Materials keine Strafverfolgung durch und die Leitende Mainzer Oberstaatsanwältin Andrea Keller wies schon im Vorfeld der Vorstellung des ersten Zwischenberichtes der Missbrauchskommission, am 20. September 2023 darauf hin, dass das behauptete Fotomaterial „überwiegend harmloser als zunächst angenommen“ sei und keines der Bilder kinderpornografische Darstellungen enthält. Zudem fanden weder Staatsanwaltschaft noch Missbrauchskommission irgendwelche Hinweise auf ein durch die Presse behauptetes pädophile Netzwerk.

### Vorwürfe gegen Steffen Dillinger und Ermittlungsausschuss
Die Grundlage der Presseartikel bildeten Behauptungen von Steffen Dillinger zu im Nachlass gefundenen 4.385 Fotoaufnahmen (Dias und Papierfotos). Die staatsanwaltlichen Auswertungen ergaben, „dass keines der sichergestellten Bilder sexuelle Handlungen von, an oder vor Kindern oder Jugendlichen zeigt. Keines der Bilder enthält kinderpornographische Darstellungen. Von den sichergestellten Bildern haben zehn Aufnahmen strafrechtlich relevante jugendpornographische Schriften zum Gegenstand, die nach Auffassung der Staatsanwaltschaft als Vergehen nach § 184c Absatz 1 Nummern 1  b) und c) Strafgesetzbuch zu bewerten sind. Weitere zwölf Fotos zeigen Inhalte, die sich im Grenzbereich zur Jugendpornographie befinden, jedoch nicht eindeutig strafrechtlich als jugendpornographisch zu qualifizieren sind.“ Dies führte im Zwischenfazit der Aufarbeitungskommission zu der Feststellung, „dass die in den Medien kolportierte Behauptung, das nach den Angaben eines Verwandten zu Lebzeiten im Besitz von D. befundene Bildmaterial belege vielfachen Missbrauch an Kindern, Jugendlichen oder anderen hilfsbedürftigen Personen, keine Bestätigung gefunden hat.“
In ihrem Abschlussbericht zur Causa Dillinger, den die früheren Staatsanwälte Jürgen Brauer und Ingo Hromada im Auftrag der Unabhängigen Kommission zur Aufarbeitung sexuellen Missbrauchs im Verantwortungsbereich des Bistums Trier (UAK) verfassten, kamen die Untersuchenden zu einem anderen Ergebnis. Sie gehen davon aus, dass Dillinger zwischen 1961 und 2018 „19 Personen in verschiedenen Schweregraden sexuell missbraucht hat“. Von diesen seien elf Opfer namentlich bekannt. Im Erzbistum Trier und in den Pfarreien, in denen Dillinger tätig gewesen sei, seien die „Vorfälle totgeschwiegen“ worden. Als Gründer der CV-Afrika-Hilfe habe er von 1972 bis 2005 regelmäßig in Afrika die Möglichkeit gehabt, sich jungen Männern zu nähern. Wegen diesbezüglicher potenzieller Opfer wurde die Tätigkeit der Sonderermittler um ein Jahr verlängert.

### Weitere Erkenntnisse des Zwischenberichtes
Die Kommission relativiert auch Vorwürfe eines Doppellebens Dillingers in Afrika und den ausschließlichen Blick auf die Afrika-Hilfe zu Vorfällen in Afrika, durch die Feststellung der zahlreichen privaten Reisen, so als Reiseleiter, seit den 1960er Jahren und persönliche Kontakte in Europa. Das behauptete Doppelleben in Afrika reduziert sich zu einem Ereignis in 1986, als Dillinger die Teilnehmer einer Reisegruppe nach Kamerun, die durch ihn geleitet wurde, darum bat als „Eric Delay“ und Vater angesprochen zu werden. Die Kommission kommt zur Erkenntnis, dass Dillinger aufgrund der bestehenden gesellschaftlichen Ächtung und der Strafbewehrtheit selbst „bei dem bloßen Verdacht homosexueller Betätigung seine Inhaftierung hätte befürchten müssen. Dieser Gefahr hat er offenbar mit der erwähnten Legende vorbeugen wollen, weil die Reise einer Familie unverdächtiger erscheint als die Reise eines Erwachsenen Mannes in Begleitung fremder junger Männer.“
Die in der Presse ebenfalls zu findenden Behauptungen, dass Dillinger durch die Vereinstätigkeit vor Ort hätte Druck ausüben können, relativieren sich durch das im Bericht explizit ausgeführte Fördermodell des Vereins und die Abläufe: die in den afrikanischen Staaten geförderten „Projekte wurden der CV-Afrika-Hilfe von afrikanischen Bistümern zur Förderung vorgeschlagen, nach Bewilligung der erforderlichen Gelder durch afrikanische Kooperationspartner vor Ort verwirklicht und von örtlichen Kirchenvertretern oder von diesen bestelltes Fachpersonal überwacht, die der CV-Afrika-Hilfe auch die ordnungsgemäße Verwendung der Gelder zu bestätigen hatten.“'

### Positionierung des Vereins
Der Verein distanzierte sich im Internet von den Taten Dillingers und entzog ihm postum den Ehrenvorsitz. Der Verein begann laut eigenen Angaben „seit dem 14.4.2023 proaktiv die damaligen Projektpartner sowie die Mitglieder des Gründungsvorstandes“ zu kontaktieren, „um Auskunft darüber zu erhalten, ob es in den 1970er- resp. 1980er-Jahren irgendwelche Vorfälle oder Verdachtsmomente gab.“ Mit Verweis auf die offiziellen Reisen Dillingers für den Verein, Aussagen und Daten früherer Vorstände und das Fördermodell der CV-Afrika-Hilfe wurde die Vermutung geäußert, dass die „Vorwürfe nicht seine Arbeit in der CV-Afrika-Hilfe berührten“.

## Vorsitzende
- seit 2015: Andreas Neumann (RFN CM, RTT)[35]
- 2005–2015 Hans Gerd Grevelding (RFN R-Bl), danach Ehrenvorsitzender
- 1972–2005 Edmund Dillinger (Vc e.a.)

Die Kürzel in den Klammern geben die Zugehörigkeit zu Verbindungen im CV an.

## Protektoren
Die Benennung eines kirchlichen Protektors soll „die Verbundenheit mit der katholischen Kirche“ dokumentieren und war, wie man an anderen Hilfsorganisationen sehen kann, nicht aus Strukturgründen notwendig.
- seit 29. Nov. 2019: Bischof Philippe Alain Mbarga (Kamerun, Ebolowa)[37]
- 1991 – Nov. 2019: Weihbischof Klaus Dick (Köln)
- 1972–1991: Kardinal Franz Hengsbach (Essen)

## Paul-Etoga-Medaille

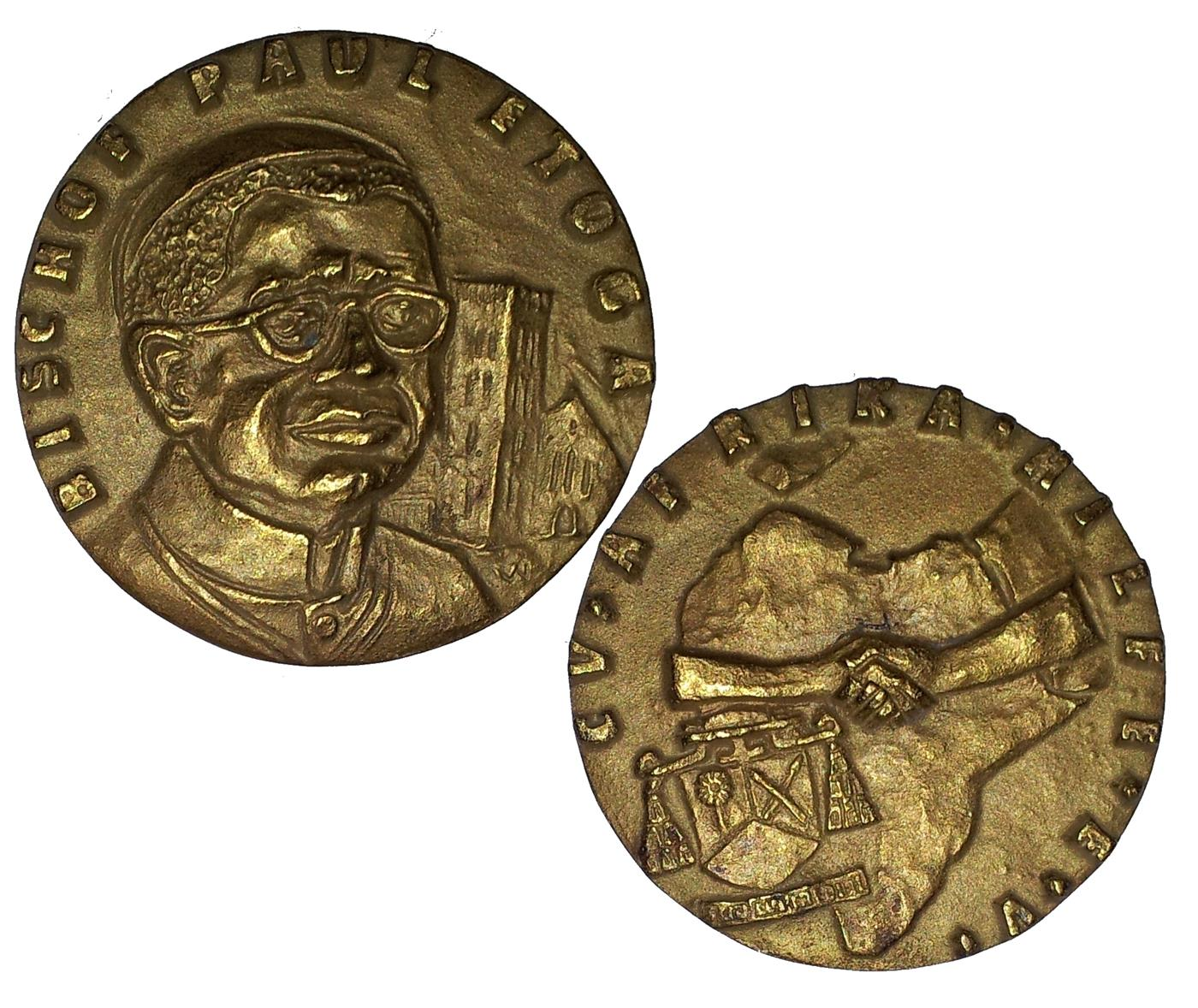
Bischof Paul Etoga Medaille, beide Seiten

Der erste Preisträger und gleichzeitig Namensgeber der Medaille war Bischof Paul Etoga aus der Diözese Mbalmayo in Kamerun. Unter seiner Leitung wurde das Petit Séminaire Saint Paul mit finanzieller Unterstützung der CV-Afrika-Hilfe errichtet. Der zweite Träger der Paul-Etoga-Medaille war 2005 der Generalvikar der Diözese Enugu in Nigeria, Prälat Obiora Ike, damals Caritasdirektor in der Diözese Enugu. Die Paul-Etoga-Medaille wurde unregelmäßig an Personen, die sich um die CV-Afrika-Hilfe verdient gemacht haben, verliehen. Die Bronze-Medaillen wurden von dem Kölner Künstler Egino Weinert entworfen und umgesetzt. Sie weisen einen Durchmesser von 68,50 mm und ein Gewicht von circa 130 Gramm auf. Die Paul-Etoga-Medaille wurde bis 2015 verliehen.

## Kooperation mit Katholischen Afrikanischen Verbindungen
Auf Betreiben der CV-Afrika-Hilfe wurde 2008 in Zusammenarbeit mit der KDStV Rheno-Baltia Köln an der Universität Dschang in Kamerun die KAV Rheno-Fua-Ndem (RFN) gegründet. Diese erste afrikanische Verbindung mit typisch deutschem Studentenverbindungsbrauchtum wurde 2009 in den Cartellverband als befreundete Verbindung aufgenommen. 2019 unterstützte der Vorstand der CV-Afrika-Hilfe die Gründung der Katholische Afrikanische Verbindung (KAV) Rheno-Togo-To in Lomé (Togo), die mit Stand 2022/23 nicht dem Cartellverband angehört.

## Rezeption
Die Arbeit des Vereins wurde in den letzten Jahren mehrfach vom Domradio Köln, der Verbandszeitschrift des Cartellverbandes Academia, der Presse des Erzbistums Köln und Trier sowie der lokalen Presse in einigen Bundesländern aufgegriffen und dargestellt.

## Abbildungen

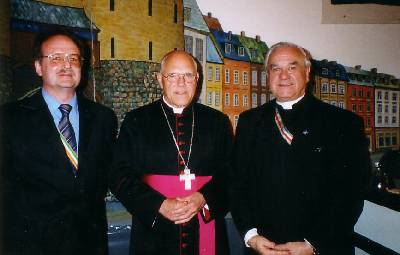
vlnr.: Diakon Hans Gerd Grevelding, Weihbischof Klaus Dick, Pfarrer Edmund Dillinger; Amtsübergabe
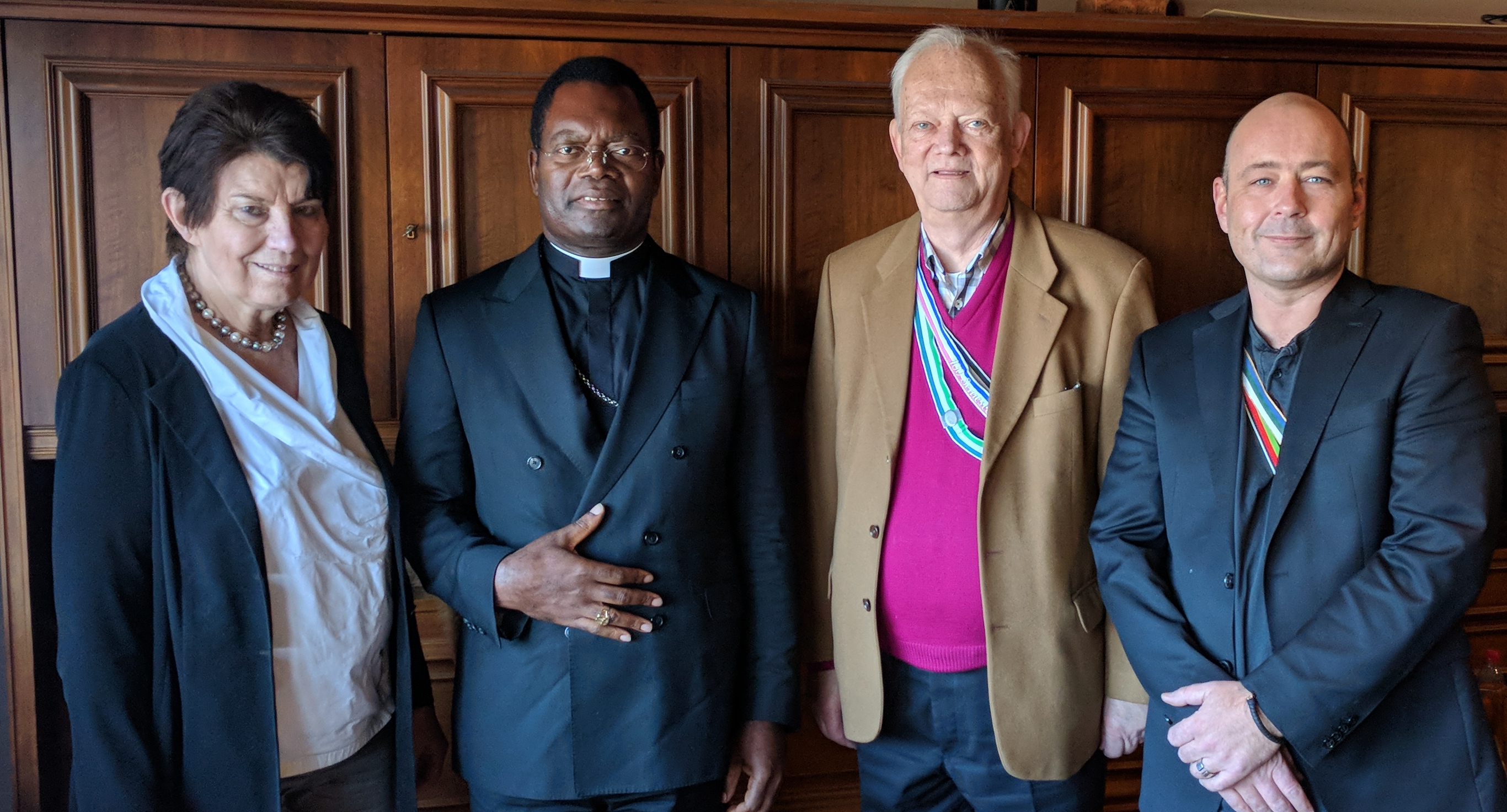
Protektor Mbarga, Fam. Herr, Vors. Neumann, 2018
Vorstand der CV-Afrika-Hilfe mit Projektpartner, 2020